# Maria Teresa od Jezusa
Błogosławiona Maria Teresa od Jezusa SSND (Karolina Gerhardinger) (ur. 20 czerwca 1797 w Stadtamhof (obecnie dzielnica Ratyzbony), zm. 9 maja 1879 w Monachium) – założycielka Zgromadzenia Sióstr Szkolnych de Notre Dame (SSND), błogosławiona Kościoła katolickiego.
Po ukończeniu szkoły zakonnej Kanoniczek Notre Dame podjęła pracę jako nauczycielka w szkole dla dziewcząt w Stadtamhof, gdzie uczyła w latach 1812–1833. 24 października 1833 rozpoczęła życie zakonne zakładając Zgromadzenie Sióstr Szkolnych de Notre Dame. Śluby zakonne złożyła 16 listopada 1835 przyjmując imiona Maria Teresa od Jezusa, a 1847 roku podjęła działalność na terenie Ameryki Północnej.
Beatyfikowana przez papieża Jana Pawła II w Rzymie 17 listopada 1985 roku.